# 12 (álbum de Paulinho Makuko)
12 é o quarto álbum de estúdio do cantor de rock cristão Paulinho Makuko, lançado em 2005 pela gravadora Gospel Records após sua saída temporária do Katsbarnea no ano anterior por um desgaste de convivência entre 2003 e 2004. Contém uma faixa multimídia contendo o clipe de "Overdose", a canção de trabalho da obra.

## Antecedentes
Após lançar Limites Invisíveis em 1998, a carreira solo de Paulinho Makuko ganhou menos foco. O cantor foi convidado para retornar ao Katsbarnea, banda que tinha sido encerrada pelo então vocalista e líder Brother Simion, que tinha decidido focar em sua carreira solo. Durante este período, o Katsbarnea lançou dois álbuns compostos por regravações. Tempos depois, Makuko deixou novamente a banda. Em entrevista dada ao Super Gospel em 2004, o cantor disse:
A minha saída foi desgaste de convivência, eu amo o Katsbarnea, demos muitas risadas juntos, viajamos o Brasil todo ganhando almas para Jesus, ganhei muito dinheiro. Às vezes me sentia sufocado, amo os músicos que estão e que passaram pelo Kats. A minha saída foi uma questão humana, o dedo humano me fez sair, até poderia ter ficado, mas a escolha da saída foi minha.

## Gravação
O álbum foi gravado ao longo de 2004, e é caracterizado por um repertório inédito e autoral de Makuko, com foco nas músicas "Overdose", "Monte Caveira" e "Jeremias". Em entrevista, o cantor também afirmou ter uma música chamada "Pessoa", que não está presente no repertório final.

## Lançamento
12 foi lançado em 2005 pela gravadora Gospel Records. O projeto foi relançado nas plataformas digitais de forma independente em 2013.

## Faixas
1. "Overdose"
2. "A Traição"
3. "Jeremias"
4. "Com Júbilo nos Lábios"
5. "Monte Caverna"
6. "Pneumonia Asiática (Sars)"
7. "Virtuosa"
8. "Meu Barco a Vela"
9. "Vaidade"
10. "Na Trilha do Sol"
11. "Overdose (Faixa multimídia)"